# 中華民國陸軍步兵第一五三旅
陸軍步兵第一五三旅，為中華民國國軍駐守於宜蘭縣的陸軍部隊，配屬陸軍第六軍團指揮部。隊名「翔龍部隊」。該旅平時負責國防部後備指揮部常備兵役軍事訓練、補充兵接訓、教育（勤務）召集訓練及戰備整備等任務，戰時負責地區守備任務。

## 歷史
- 陸軍步兵第153旅前身為1927年成立之「國民革命軍第21教導團」。
- 1938年，國民革命軍第21教導團整編為「陸軍第3師」。
- 1948年，陸軍第3師改編為「陸軍第196師第586團」。
- 1954年，陸軍第196師第586團整編為「陸軍第24師第70團」。
- 1955年，陸軍第24師第70團擴編為「陸軍預備第4師第11團」。
- 1986年，改編為「陸軍第151師第453旅」。
- 2000年，陸軍第151師第453旅改編為「陸軍步兵第153旅」。
- 2004年，陸軍步兵第153旅移編後備司令部，更銜為「後備第901旅」。
- 2013年，因應「精粹案」組織調整，後備第901旅移編陸軍司令部，並更銜為「陸軍步兵第153旅」，隊名「翔龍部隊」，駐地宜蘭縣宜蘭市 金六結新兵訓練中心[3]。

## 編制

### 指揮管轄
- 旅長 一位 上校
- 副旅長 一位 上校
- 參謀主任 一位 上校
- 政戰主任 一位 上校
- 監察官 一位 少校
- 保防官 一位 少校
- 心輔官 一位 上尉
- 士官督導長 一位 士官長

#### 直屬單位
- 旅部連
- 通信連
- 工兵連

#### 下轄單位
- 步兵第一營（戰鬥支援連＋步兵連×3＋火力連）
- 步兵第二營（戰鬥支援連＋步兵連×3＋火力連）
- 步兵第三營（戰鬥支援連＋步兵連×3＋火力連）
- 步兵第四營（戰鬥支援連＋步兵連×3＋火力連）
- 步兵第五營（戰鬥支援連＋步兵連×3＋火力連）
- 砲兵營（營部連+砲兵連×3）

## 隊徽含義
盾牌外型，代表團結鞏固、精實戰力之意。黃龍，代表傳承陸軍第151師優良傳統精神，象徵該旅具有生生不息的活力與韌性，達成平時新訓、戰時捍衛蘭陽之任務，故名「翔龍旅」。